# Under Polarkredsens himmel
Under Polarkredsens himmel (undertitel Med professor Holtedahl's ekspedisjon til Novaja Semlja) är en norsk svartvit stumfilm (dokumentär) från 1921. Filmen producerades av bolaget Bio-Film Compagni och fotades av Reidar Lund. Den distribuerades av Specialfilms AS och hade premiär den 26 december 1921 i Norge.
Filmen följer professor Olaf Holtedahls expedition till Novaja Zemlja 1920. Resan inleds med att expeditionsgruppen förs till Tromsø med marinens ångfartyg Farm. Därefter fortsätter gruppen resan i den egna motorbåten Blaafjell och anländer senare till Novaja Zemlja. Där påbörjas det vetenskapliga arbetet. Resan fortsätter senare norröver till Masjginfjorden där expeditionen passerar och bestiger Nansenfjället. Filmen visar också en slädtur som expeditionen företar samt hur den påträffas av en rysk båtpatrull som kräver att få se norrmännens papper (som är i sin ordning). Slutligen bjuder Polarlandskapet på såväl ett rikt fågel- som växtliv, vilka studeras av expeditionen.
Med på resan var förutom Holtedahl Ole Tobias Grønlie, Bernt Arne Lynge, Fridthjof Økland, Brynjulf Dietrichson, Reidar Holtedahl och Reidar Tveten.